# Malte Semisch
Malte Semisch (* 5. September 1992 in Neustadt am Rübenberge) ist ein deutscher Handballtorwart.

## Karriere
Malte Semisch begann mit fünf Jahren bei der HSG Loccum-Stolzenau mit dem Handball. Ab 2005 spielte er beim MTV Großenheidorn, und von 2008 bis 2010 besuchte er das Handball-Internat des TV Großwallstadt. 2010 wechselte Semisch zur TSV Hannover-Burgdorf, wo er noch ein Jahr in der A-Jugend spielte, und ab der Saison 2011/12 Stammtorhüter der zweiten Mannschaft in der  3. Liga wurde. In derselben Saison debütierte er zudem in der Erstligamannschaft der Hannoveraner. Ab Sommer 2013 stand Semisch beim TuS N-Lübbecke unter Vertrag. Im Sommer 2015 kehrte er zur TSV Hannover-Burgdorf zurück. Im Sommer 2018 wechselte er zu den Füchsen Berlin. Ein Jahr später wechselte er zum Ligakonkurrenten GWD Minden. Mit Minden stieg er 2023 in die 2. Bundesliga ab und kehrte zwei Jahre später wieder in die Bundesliga zurück.
Semisch gehörte zum Kader der deutschen Juniorennationalmannschaft, für die er 34 Länderspiele bestritt. Mit den Junioren belegte er bei der U20-Europameisterschaft 2012 den 7. Platz.